# Comuna Vînohrad, Horodenka
Vînohrad (în ucraineană Виноград) este o comună în raionul Horodenka, regiunea Ivano-Frankivsk, Ucraina, formată din satele Hvalîboha și Vînohrad (reședința).

## Demografie
Componența lingvistică a comunei Vînohrad
     Ucraineană (99,72%)
     Alte limbi (0,28%)
Conform recensământului din 2001, majoritatea populației comunei Vînohrad era vorbitoare de ucraineană (99,72%), existând în minoritate și vorbitori de alte limbi.